# Fiorenzo Aliverti
Fiorenzo Aliverti (né le 12 avril 1957 à Cantù, dans la province de Côme, en Lombardie) est un coureur cycliste italien du début des années 1980.

## Biographie
En 1983, Fiorenzo Aliverti termine deuxième du Grand Prix de la Montagne du Tour d'Espagne et quatrième du championnat d'Italie sur route.

## Palmarès

### Palmarès amateur
- 1978
  - 3e de Milan-Tortone
- 1979
  - 2e du Baby Giro
- 1980
  - 1reb étape du Tour des régions italiennes
  - 4e et 7e étapes du Baby Giro
  - 3e du Piccola Sanremo

### Palmarès professionnel
- 1981
  - 1reb étape du Tour d'Italie (contre-la-montre par équipes)

## Résultats sur les grands tours

### Tour de France
1 participation
- 1982 : 113e

### Tour d'Espagne
1 participation
- 1983 : 49e

### Tour d'Italie
3 participations
- 1981 : 62e, vainqueur de la 1reb étape (contre-la-montre par équipes)
- 1983 : 51e
- 1984 : abandon (3e étape)